# Atalotriccus pilaris
El mosquerito ojiblanco (Atalotriccus pilaris), también denominado atrapamoscas pigmeo ojiblanco (en Venezuela), tiranuelo ojiamarillo (en Colombia), tirano-enano ojipálido (en Panamá), pico chato de ojos pálidos o pico chato pigmeo de ojos pálidos, es una especie de ave paseriforme de la familia Tyrannidae. Es la única especie del género monotípico Atalotriccus. Habita en Panamá y en el norte de América del Sur.

## Distribución y hábitat
Se distribuye de forma disjunta en el suroeste de Panamá; en el norte, este y centro de Colombia, norte y noroeste de Venezuela; este de Guyana y extremo norte de Brasil.
Esta especie es considerada bastante común en sus hábitats naturales: el sotobosque de bosques caducifolios y matorrales secos tropicales y subtropicales, principalmente abajo de los 800 m de altitud.

## Descripción
De pequeño tamaño, mide 9,5 cm de longitud. El iris es amarillo pálido. por arriba es oliváceo con loruns blanquecinos; las alas más oscuras, con dos finas listas amarillentas. Por abajo es blanquecino, con un distinguido estriado parduzco en el pecho y garganta.

## Comportamiento
Generalmente anda en pares, permaneciendo bajo cobertura, pero bastante activo.  

### Vocalización
La calidad de su llamado alto y estridente recuerda a la del cimerillo andino (Lophotriccus pileatus); las frases típicas incluyen un «kip-kip-trrr» o «kip-kip-trrrriiíp».

## Sistemática

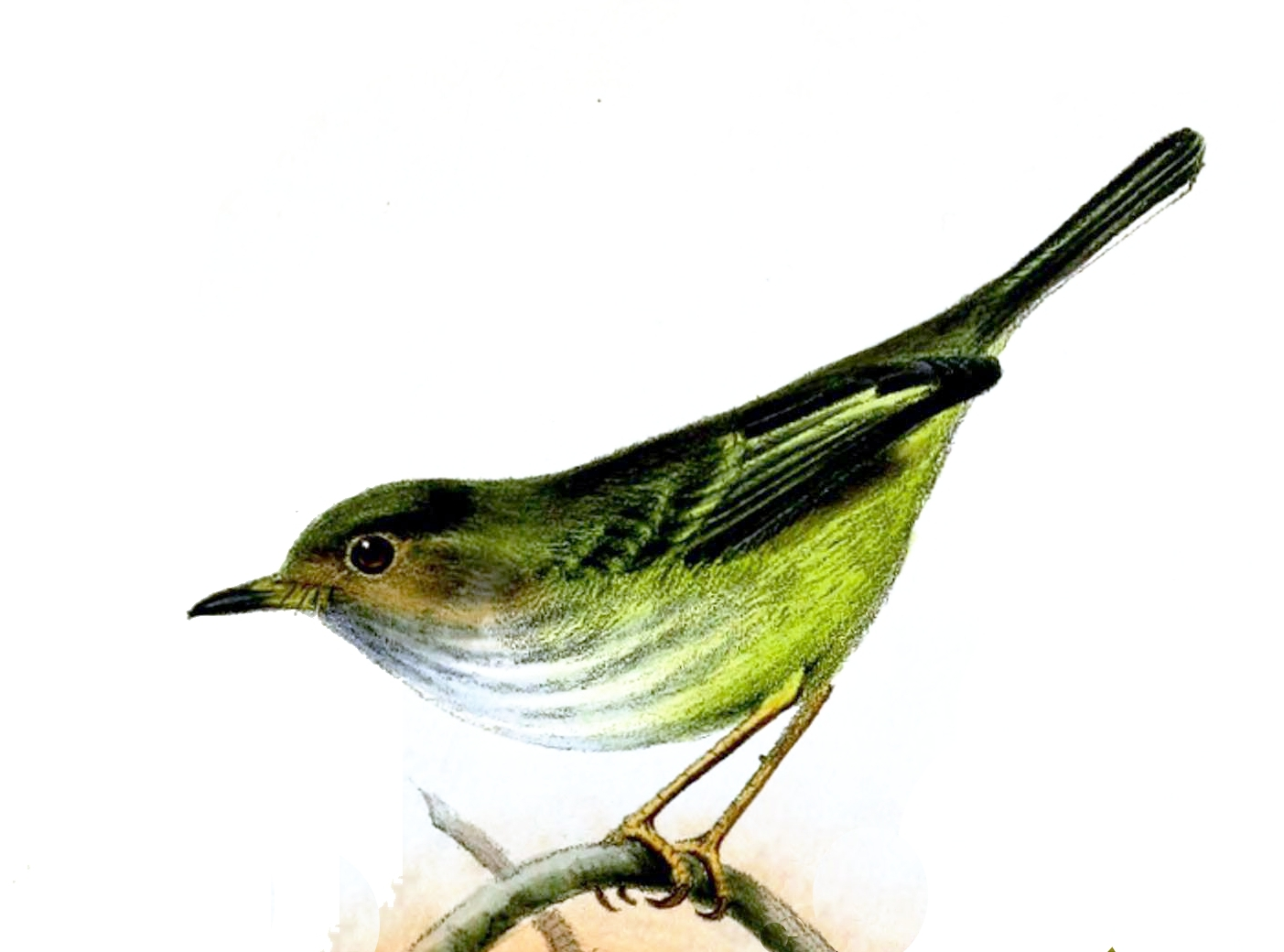
Todirostrum exile sinónimo de Atalotriccus pilaris, ilustración de Joseph Wolf en Proceedings of the Zoological Society of London, 1858.

### Descripción original
La especie A. pilaris fue descrita por primera vez por el naturalista alemán Jean Cabanis en 1847 bajo el nombre científico Colapterus pilaris; la localidad tipo es: «Cartagena, Bolívar, Colombia».
El género Atalotriccus fue descrito por el ornitólogo estadounidense Robert Ridgway en 1905.

### Etimología
El nombre genérico masculino «Atalotriccus» se compone de las palabras del griego «atalos» que significa ‘delicado, tierno’, y «trikkos»: pequeño pájaro no identificado; en ornitología, «triccus» significa «atrapamoscas tirano»; y el nombre de la especie «pilaris» en latín significa ‘sin cabello’, ‘sin crista’.

### Taxonomía
Es pariente muy próxima del género Lophotriccus, donde algunos autores la colocan, como Ridgely & Tudor (2009), a pesar de la falta del patrón de corona peculiar de las especies de aquel género. La subespecie venezuelensis se diferencia marginalmente de la nominal y tal vez sería mejor si unida a ella.
Los amplios estudios genético-moleculares realizados por Tello et al. (2009) descubrieron una cantidad de relaciones novedosas dentro de la familia Tyrannidae que todavía no están reflejadas en la mayoría de las clasificaciones. Siguiendo estos estudios, Ohlson et al. (2013) propusieron dividir Tyrannidae en cinco familias. Según el ordenamiento propuesto, Atalotriccus pertenece a la familia Rhynchocyclidae Berlepsch, 1907, en una nueva subfamilia Todirostrinae Tello, Moyle, Marchese & Cracraft, 2009 junto a Taeniotriccus, Cnipodectes, Todirostrum, Poecilotriccus, Hemitriccus, Myiornis, Lophotriccus y Oncostoma. El Comité Brasileño de Registros Ornitológicos (CBRO) adopta dicha familia, mientras el Comité de Clasificación de Sudamérica (SACC) aguarda propuestas para analisar los cambios.

### Subespecies
Según las clasificaciones del Congreso Ornitológico Internacional (IOC) y Clements Checklist, se reconocen cuatro subespecies, con su correspondiente distribución geográfica:
- Atalotriccus pilaris wilcoxi Griscom, 1924 - oeste de Panamá (Chiriquí hacia el este hasta la Zona del Canal).
- Atalotriccus pilaris pilaris (Cabanis, 1847) - norte de Colombia (Bolívar hacia el este hasta Guajira, al sur hasta Huila y Meta) y noroeste de Venezuela (Zulia, Táchira).
- Atalotriccus pilaris venezuelensis Ridgway, 1906 - norte de Venezuela desde Carabobo al este hasta Sucre, y en los llanos desde el oeste de Apure al este hasta Monagas.
- Atalotriccus pilaris griseiceps (Hellmayr, 1911) - este de Colombia, centro este de Venezuela (norte de Amazonas, norte de Bolívar, Delta Amacuro) y oeste de Guyana. Extremo norte de Brasil (norte de Roraima).[4]